# Staromuraptałowo
Staromuraptałowo (ros. Старомурапталово) – wieś (dieriewnia) w Rosji, w Baszkortostanie, w rejonie kujurgazińskim. W 2010 liczyła 380 mieszkańców.